# Lulu (album)
Lulu is een album van Lou Reed en Metallica, uitgebracht op 31 oktober 2011. Een gezamenlijk optreden in 2009, ter gelegenheid van het vijfentwintigjarig jubileum van de Rock and Roll Hall of Fame, leidde tot de samenwerking. Reed stelde toen direct na het optreden aan de band voor om samen een album op te nemen.
Aanvankelijk waren ze van plan om oudere liedjes van Reed opnieuw op te nemen. In plaats daarvan baseerden ze zich op muziek die Reed schreef voor een Berlijnse theaterproductie over seksuele taboes. Hij liet zich daartoe inspireren door twee toneelstukken van Frank Wedekind: Der Erdgeist (1895) en Die Büchse der Pandora (1904), ook wel het 'Lulu-drama' genoemd, over het leven van een jonge, misbruikte danseres.
Op de albumhoes staat een wassen pop (uit ca. 1900), gefotografeerd door Anton Corbijn en afkomstig uit het Duitse museum Werkbundarchiv – Museum der Dinge. De posters met deze afbeelding werden door de Londense metro verbannen, omdat ze te veel op graffiti lijken, aldus een woordvoerder van Transport for London.

## Single: "The View"
Het liedje "The View" werd op 27 september 2011 op internet uitgebracht. Deze single werd op 19 september voorafgegaan door een preview van dertig seconden. "The View" werd door NRC-journalist Jacco Hupkens omschreven als "zware, langzame metal met laconieke praatzang eroverheen".

## Tracklist
Alle teksten zijn geschreven door Lou Reed, alle muziek is geschreven door Lou Reed, James Hetfield, Lars Ulrich, Kirk Hammett en Robert Trujillo.
| Nr. | Titel            | Duur  |
| --- | ---------------- | ----- |
| 1.  | Brandenburg Gate | 4:19  |
| 2.  | The View         | 5:17  |
| 3.  | Pumping Blood    | 7:24  |
| 4.  | Mistress Dread   | 6:52  |
| 5.  | Iced Honey       | 4:36  |
| 6.  | Cheat on Me      | 11:26 |

| Nr. | Titel       | Duur  |
| --- | ----------- | ----- |
| 1.  | Frustration | 8:33  |
| 2.  | Little Dog  | 8:01  |
| 3.  | Dragon      | 11:08 |
| 4.  | Junior Dad  | 19:28 |

## Musici
- Robert Trujillo - basgitaar
- Lars Ulrich - drums
- Lou Reed - gitaar, Haken Continuum, zang
- Kirk Hammett - leadgitaar
- James Hetfield - slaggitaar, zang

Overige musici
- Sarth Calhoun - elektronische muziek
- Megan Gould - altviool
- Ron Lawrence - viool
- Marika Hughes - cello
- Ulrich Maiss - cello op "Little Dog" en "Frustration"
- Rob Wasserman - elektrische contrabas

## Hitnoteringen

### NederlandseAlbum Top 100
| Hitnotering: 05-11-2011 t/m 19-11-2011 | Hitnotering: 05-11-2011 t/m 19-11-2011 | Hitnotering: 05-11-2011 t/m 19-11-2011 | Hitnotering: 05-11-2011 t/m 19-11-2011 | Hitnotering: 05-11-2011 t/m 19-11-2011 |
| Week:                                  | 1                                      | 2                                      | 3                                      |                                        |
| -------------------------------------- | -------------------------------------- | -------------------------------------- | -------------------------------------- | -------------------------------------- |
| Positie:                               | 17                                     | 50                                     | 79                                     | uit                                    |

### VlaamseUltratop 200Albums
| Hitnotering: (Week 1 t/m 4) 05-11-2011 t/m 26-11-2011 Hitnotering: (Week 5) 09-06-2012 | Hitnotering: (Week 1 t/m 4) 05-11-2011 t/m 26-11-2011 Hitnotering: (Week 5) 09-06-2012 | Hitnotering: (Week 1 t/m 4) 05-11-2011 t/m 26-11-2011 Hitnotering: (Week 5) 09-06-2012 | Hitnotering: (Week 1 t/m 4) 05-11-2011 t/m 26-11-2011 Hitnotering: (Week 5) 09-06-2012 | Hitnotering: (Week 1 t/m 4) 05-11-2011 t/m 26-11-2011 Hitnotering: (Week 5) 09-06-2012 | Hitnotering: (Week 1 t/m 4) 05-11-2011 t/m 26-11-2011 Hitnotering: (Week 5) 09-06-2012 | Hitnotering: (Week 1 t/m 4) 05-11-2011 t/m 26-11-2011 Hitnotering: (Week 5) 09-06-2012 | Hitnotering: (Week 1 t/m 4) 05-11-2011 t/m 26-11-2011 Hitnotering: (Week 5) 09-06-2012 |
| Week:                                                                                  | 1                                                                                      | 2                                                                                      | 3                                                                                      | 4                                                                                      |                                                                                        | 5                                                                                      |                                                                                        |
| -------------------------------------------------------------------------------------- | -------------------------------------------------------------------------------------- | -------------------------------------------------------------------------------------- | -------------------------------------------------------------------------------------- | -------------------------------------------------------------------------------------- | -------------------------------------------------------------------------------------- | -------------------------------------------------------------------------------------- | -------------------------------------------------------------------------------------- |
| Positie:                                                                               | 30                                                                                     | 17                                                                                     | 43                                                                                     | 74                                                                                     | uit                                                                                    | 176                                                                                    | uit                                                                                    |